# Thronebreaker: The Witcher Tales
Thronebreaker: The Witcher Tales è un videogioco di ruolo sviluppato da CD Projekt Red. È uno spin-off della serie di videogiochi The Witcher.  
Il titolo è ispirato ad uno dei videogiochi di carte della stessa CD Projekt Red. Thronebreaker è stato pubblicato nell'ottobre del 2018 per Microsoft Windows, il 4 dicembre 2018 per PlayStation 4 e Xbox One, nel gennaio 2020 per Nintendo Switch e nel luglio 2020 per iOS. Successivamente Il 17 giugno 2021 è stato pubblicato su Android. 

## Modalità di gioco
Il giocatore assume il controllo della regina Meve, la sovrana dei regni settentrionali di Lyria e Rivia, durante gli eventi che precedono la storia videoludica di The Witcher. Come leader di uno dei regni del Nord, Meve guida una piccola forza di opposizione che deve combattere e costruire alleanze per riprendere i propri territori. Il gioco ha un sistema di scelte e conseguenze che modificheranno la storia (completamente recitata e narrata) in una direzione diversa e ne influenzeranno il gameplay. Il videogioco è doppiato completamente in italiano.
Il mondo di gioco è composto da cinque regioni mai esplorate prima nel franchise di The Witcher: Rivia, Lyria, Angren, Mahakam e Lower Aedirn. L'esplorazione avviene attraverso una serie di mappe di grandi dimensioni con una prospettiva isometrica. L'esercito della regina Meve è rappresentato da un mazzo di carte personalizzabile e il combattimento si svolge in partite simili a quelle di Gwent: The Witcher Card Game, seppur con alcune differenze.

## Accoglienza
Thronebreaker: The Witcher Tales ha ricevuto recensioni "generalmente favorevoli", secondo l'aggregatore di recensioni Metacritic.
Il gioco non ha soddisfatto le aspettative di vendita di CD Projekt Red.